# Novum Organum
Novum Organum és el títol de l'obra més important de Francis Bacon, publicada el 1620. Rep el seu nom perquè pretén ser una superació del tractat sobre lògica d'Aristòtil, anomenat Organon. Es basa a trobar la causa de tot fenomen per inducció, observant quan passa i quan no i extrapolant aleshores les condicions que fan que es doni. Aquest raonament va influir decisivament en la formació del mètode científic, especialment en la fase d'elaboració d'hipòtesis.
També indica que el prejudici és l'enemic de la ciència, perquè impideix generar noves idees. Els prejudicis més comuns s'expliquen amb la metàfora de l'ídol o allò que és falsament adorat. Existeixen ídols de la tribu (comuns a tots els éssers humans per la seva naturalesa), de la caverna (procedents de l'educació), del fòrum (causats per un ús incorrecte del llenguatge) i del teatre (basats en idees anteriors errònies, notablement en filosofia).